# Winthemia vesiculata
Winthemia vesiculata là một loài ruồi trong họ Tachinidae.